# Palazzo Lancellotti

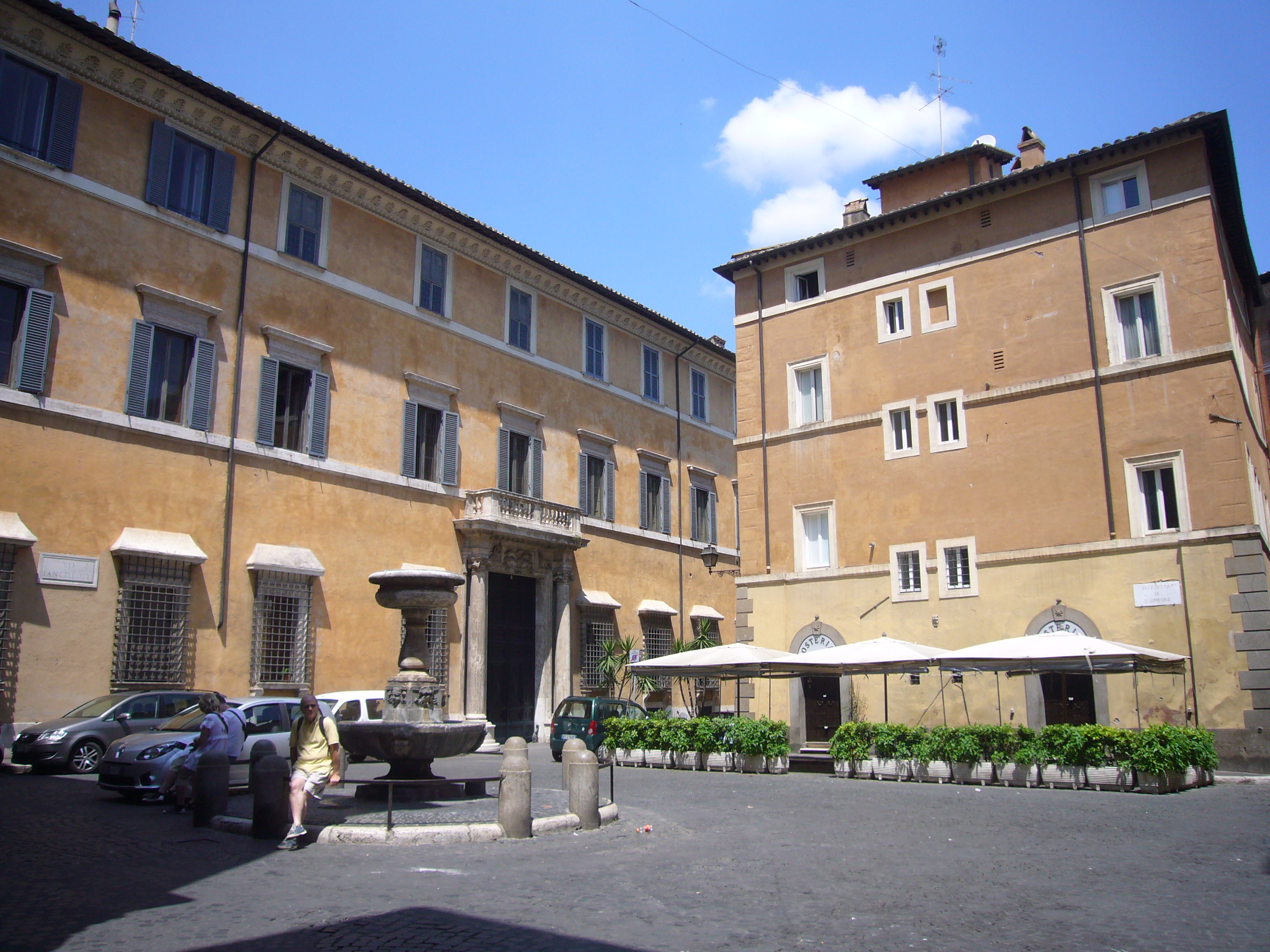
Fachada do palácio (esquerda) na Piazza di San Simeone.

Palazzo Lancellotti é um palácio barroco localizado na Via dei Coronari, no rione Ponte de Roma e ainda hoje pertencente à família Lancellotti, da aristocracia papal. É conhecido como Palazzo Lancellotti ai Coronari para não confundir com o igualmente famoso Palazzo Lancellotti a Piazza Navona.

## História
A construção do edifício começou em 1591 pelas mãos de Francesco de Volterra por ordem do cardeal Scipione Lacellotti; as obras terminaram já na época do cardeal Orazio Lancellotti pelas mãos de Carlo Maderno em 1610. Os afrescos do palácio foram pintados sob a direção de Agostino Tassi. A sala mais importante afrescada por ele é a Sala dei Palafrenieri. O portal principal é obra de Domenichino. Em 20 de setembro de 1870, o príncipe Lancellotti, em sinal de protesto contra "a agressão italiana aos Estados Pontifícios", fechou o portão de seu palácio e ordenou que fosse estampada em vermelho na coluna esquerda da entrada a sigla V.V.E. (Viva Vittorio Emanuele). Ela ainda hoje é bem visível.
Atualmente o edifício foi bastante alterado e re-estruturado no interior para abrigar diversos apartamentos privados.

## Descrição
O paláico é um edifício de estrutura muito simples, com uma fachada em três pisos de nove janelas, todas emolduradas, aberta no piso térreo com um portal simples flanqueado por quatro portas antigamente utilizada para cavalos alternadas com janelas gradeadas. Atualmente o edifício foi bastante alterado e re-estruturado no interior para abrigar diversos apartamentos privados.